# José Ayres Netto
José Ayres Netto (Rio de Janeiro, 8 de julho de 1878 – São Paulo, 6 de novembro de 1969) foi um médico cirurgião, pesquisador e professor universitário brasileiro.
Contemporâneo de Arnaldo Vieira de Carvalho, Ayres era ginecologista, obstetra e um dos mais ilustres professores da Faculdade de Medicina de São Paulo. Foi o fundador da primeira clínica de mulheres da Santa Casa de Misericórdia de São Paulo, serviço pioneiro no Brasil para o cuidado exclusivo da saúde feminina.

## Biografia
Ayres nasceu na capital fluminense em 1878. Era filho de Jose Ayres da Gama Bastos Junior e de Maria Ignacia Cantinho. Cursou o secundário na capital paulista, no Colégio Ivai, na antiga Ladeira Porto Geral. Em 1896 retornou ao Rio de Janeiro para se matricular na Faculdade Nacional de Medicina, hoje parte da Universidade Federal do Rio de Janeiro.
Com pouco dinheiro para se manter na cidade, fazia as refeições nas casas de parentes, morava em pensões modestas e dividia o quarto com colegas para custear as despesas. Colegas seus desta época foram os também médicos José Olegário de Almeida Moura e Alcides Ferreira Alves. Em 1899, formou-se em farmácia pela mesma instituição. Durante o curso, foi monitor de várias atividades internas da faculdade, chegando a trabalhar no de Cirurgia Abdominal e de Obstetrícia e Ginecologia. Graduou-se em 16 de dezembro de 1901, optando pela área ginecológica, área em que se doutorou.
De volta a São Paulo, procurou uma colocação na Santa Casa de Misericórdia de São Paulo, onde foi contratado por Arnaldo Vieira de Carvalho, em 1902, de quem foi assistente por vários anos, tanto no hospital quando na Faculdade de Medicina de São Paulo. Dedicou-se até o fim da vida ao ensino e à pesquisa, além do atendimento ginecológico e obstétrico na Santa Casa, onde hoje um centro de estudos leva seu nome, o Centro de Estudos Ayres Netto.
Autor de vários artigos científicos publicados em periódicos nacionais e internacionais, Ayres tornou-se assistente de Arnaldo quando foi criada a Faculdade de Medicina de São Paulo em 1912 e em 1918 tornou-se assistente de cátedra de Arnaldo, assumindo sua regência quando Arnaldo faleceu em 1920.
Foi Membro Titular do Colégio Brasileiro de Cirurgiões, membro da Academia Nacional de Medicina e o 2º Mestre da História do Capítulo de São Paulo, de 1943 a 1945.

## Vida pessoal
Ayres se casou com Cacilda Moraes Ayres Netto em 1903, com quem teve quatro filhos e duas filhas.

## Morte
Ayres morreu em 6 de novembro de 1969, na capital paulista, aos 91 anos. O filho, Dr. Pedro Ayres Netto, foi médico ginecologista da Santa Casa durante muitos anos, tendo sido 2º Vice-Provedor no triênio 1984-1987.